# Fernando Picun
Fernando Picún est un footballeur uruguayen né le 14 février 1972. Il évoluait au poste de défenseur.